# アルゼンチン連合

アルゼンチン連合
Confederación Argentina (スペイン語)

国の標語: En unión y libertad（スペイン語）
統一と自由国歌: Himno Nacional Argentino（スペイン語）
アルゼンチンの国歌
アルゼンチンの地図（1850年）

アルゼンチン連合（アルゼンチンれんごう、スペイン語：Confederación Argentina）は、アルゼンチン共和国、リオ・デ・ラ・プラタ連合州と共にアルゼンチン憲法第35条で定められたアルゼンチン共和国の正式名称の内の一つである。

## 1835年から1852年までの歴史
アルゼンチン諸州は1835年から1852年までの間、国際関係においてこの用語を使っていた。リオ・デ・ラ・プラタ連合州（スペイン語: Provincias Unidas de Sudamérica、南アメリカ連合州）の領域は1835年以降、フアン・マヌエル・デ・ロサスがブエノスアイレスと国外での権威を掌握していた時、一つの連合であるかのように事実上行動し、アルゼンチン連合の名前は1835年から1852年までの国家憲法が存在しないまま、諸州間の条約に連邦国家の基礎を置いたかのように理解される時期を言及するために使われた。

### 不安定な政治
連合の全時期において、連合州は事実上内戦状態にあり、現在のアルゼンチン領域内にて、東方国に追放された統一党の政治亡命者、チリ、ボリビアと、統一派が権力を回復するための恒久的な戦争が発生した。

### 戦争
この時代は、東方共和国にて両国の統一派と連邦派の間で戦われたいわゆる「大戦争」と、北から統一派軍を支援されることを妨げるための小規模な戦争、いわゆる「対ペルー・ボリビア連合戦争」を行った。

### 構造
アルゼンチン連合はサンタフェ州、エントレ・リオス州、コリエンテス州、トゥクマン州、サルタ州、フフイ州、サンティアゴ・デル・エステロ州、カタマルカ州、コルドバ州、ラ・リオハ州、サン・フアン州、サン・ルイス州、メンドーサ州からなる諸州の自治により合致した。

## 1852年以降の歴史

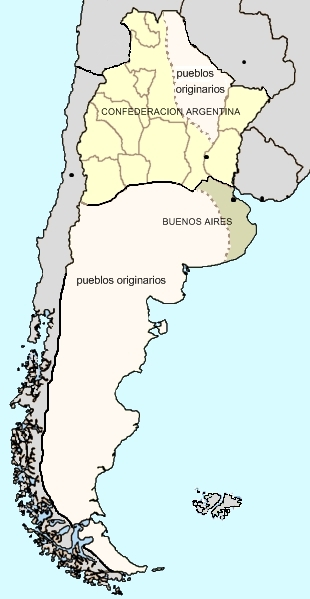
1852年から1861年までのアルゼンチン連合とブエノスアイレス国の領域

カセーロスの戦いの後、1853年から1861年までアルゼンチン連合の名前は、その時代の間には分離国、いわゆるブエノスアイレス国となっていたブエノスアイレスを除いた、アルゼンチン諸州の形式的な国家の名前として採用された。しかし、内戦でブエノスアイレス国に敗れて併合され、現在のアルゼンチン共和国となった。

## 歴代大統領
| 代 | 氏名                           | 在職期間      |  |
| -- | ------------------------------ | ------------- |  |
| 1  | フアン・マヌエル・デ・ロサス   | 1835年-1852年 |  |
| 2  | ビセンテ・ロペス・イ・プラネス | 1852年        |  |
| 3  | フスト・ホセ・デ・ウルキーサ   | 1852年-1860年 |  |
| 4  | サンティアゴ・デルキ           | 1860年        |  |

## 憲法
オリジナルのアルゼンチン憲法 (1853年)の序文と条文にてアルゼンチン連合（Confederación Argentina）の表現が使用された。しかし、ブエノスアイレス州が連合に再統合され、1860年に憲法改正が実現されると、それらの記載はアルゼンチン国（Nación Argentina）に変更された。